# Miller Anderson
Miller Altman Anderson (Columbus, 27 de diciembre de 1922-Columbus, 29 de octubre de 1965) fue un deportista estadounidense que compitió en saltos de trampolín y plataforma.
Participó en dos Juegos Olímpicos de Verano en los años 1948 y 1952, obteniendo dos medallas, plata en Londres 1948 y plata en Helsinki 1952. Ganó dos medallas en los Juegos Panamericanos de 1951.

## Palmarés internacional
| Juegos Olímpicos     | Juegos Olímpicos         | Juegos Olímpicos  | Juegos Olímpicos |
| Año                  | Lugar                    | Medalla           | Prueba           |
| -------------------- | ------------------------ | ----------------- | ---------------- |
| 1948                 | Londres (Reino Unido)    | Medalla de plata  | Trampolín 3 m    |
| 1952                 | Helsinki (Finlandia)     | Medalla de plata  | Trampolín 3 m    |
| Juegos Panamericanos |                          |                   |                  |
| Año                  | Lugar                    | Medalla           | Prueba           |
| 1951                 | Buenos Aires (Argentina) | Medalla de plata  | Trampolín 3 m    |
| 1951                 | Buenos Aires (Argentina) | Medalla de bronce | Plataforma 10 m  |